# Corbières-en-Provence
Corbières-en-Provence es una población y comuna francesa, situada en la región de Provenza-Alpes-Costa Azul, departamento de Alpes de Alta Provenza, en el distrito de Forcalquier y cantón de Manosque-Sud-Est.

## Historia
La comuna se denominó Corbières hasta el 4 de noviembre de 2018.

## Demografía
| 441 | 633 | 483 | 660 | 786 | 791 | 1241 |
| Para los censos de 1962 a 1999 la población legal corresponde a la población sin duplicidades (Fuente: INSEE [Consultar]) |     |     |     |     |     |      |